# Sunshine Village

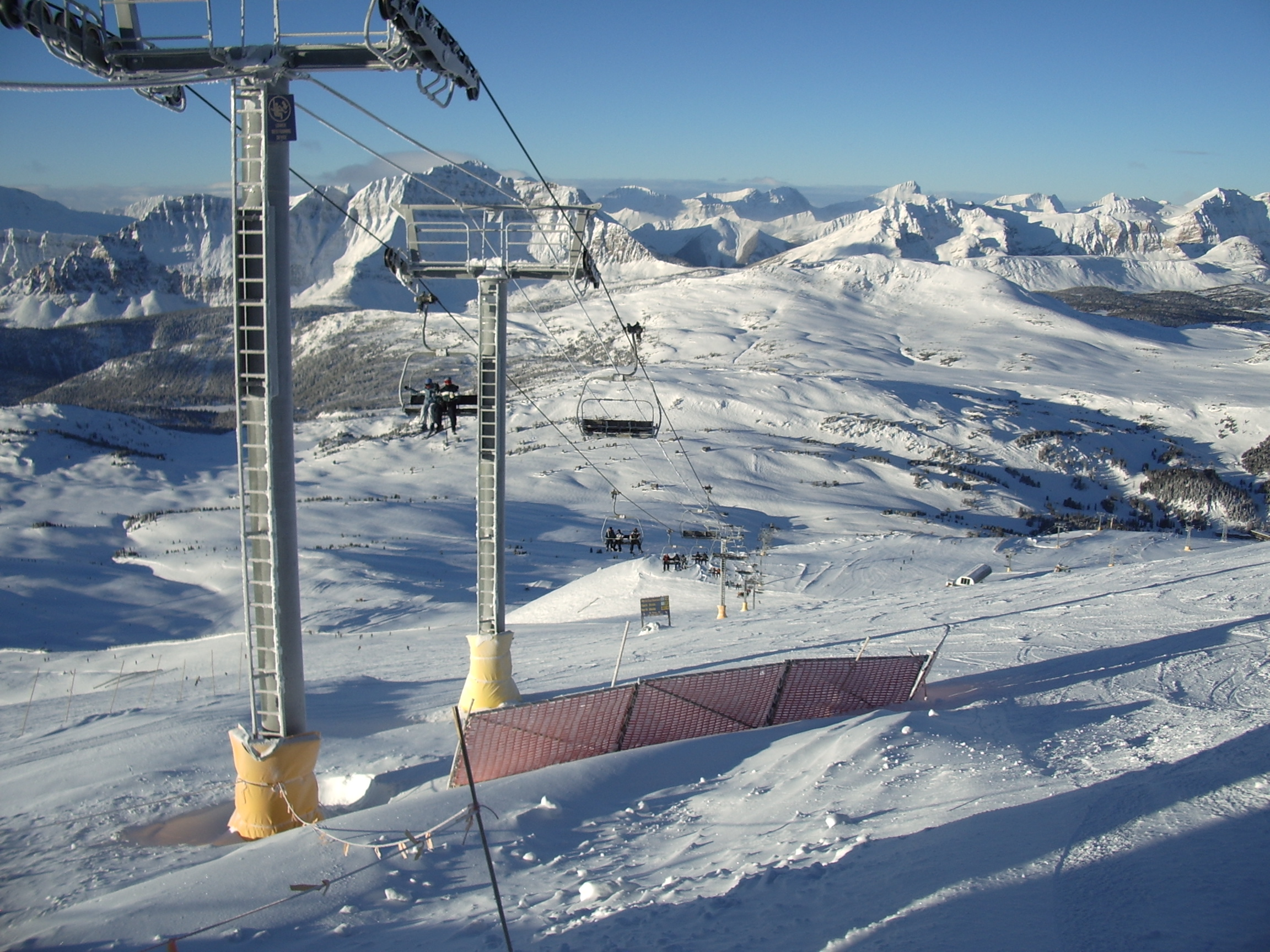
Sunshine Village, Dezember 2004

Sunshine Village ist ein Skigebiet innerhalb des Banff-Nationalparks in der kanadischen Provinz Alberta.
International bekannt wurde die Skiregion des Banff-Nationalparks spätestens seit den Olympischen Winterspielen 1988, die in und um Calgary stattfanden. Die Rocky Mountains bieten neben hervorragenden Schneebedingungen ein besonders eindrucksvolles Panorama. Sunshine Village ist nach Lake Louise das zweitgrößte Skigebiet der kanadischen Provinz Alberta.
Das Skigebiet verfügt 13,6 Quadratkilometer befahrbares Terrain (Insgesamt 108 Abfahrten). Die Abfahrt mit dem Namen "Delirium Dive" ist unter Freeridern dank ihres Abwechslungsreichtums besonders beliebt. 
Sunshine Village bietet die längste Skisaison der Rocky Mountains (von November bis Mai). Der Delirium Dive ist mit einem durchschnittlichen Gefälle von 39 Grad, in einigen Sektionen fast 50 Grad, eine der steilsten Abfahrten der Rocky Mountains überhaupt.